# Hall of the Mountain Grill
Albums de Hawkwind
Space Ritual
(1973) Warrior on the Edge of Time
(1975)
Singles
1. You'd Better Believe It
Sortie : 8 juillet 1974 (Allemagne, France)
2. The Psychedelic Warlords (Disappear In Smoke)
Sortie : 2 août 1974

Hall of the Mountain Grill est le quatrième album studio du groupe de space rock britannique Hawkwind. Il est sorti le 6 septembre 1974 sur le label United Artists Records.

## Histoire
Après la tournée Space Ritual Tour, le chanteur et parolier Robert Calvert se met en retrait de Hawkwind pour enregistrer son premier album solo, Captain Lockheed and the Starfighters, tandis que DikMik, responsable des effets électroniques, quitte le groupe après un concert donné à Rome pour s'y installer. Simon House, le violoniste du groupe de rock anglais High Tide, rejoint de son côté Hawkwind et joue pour la première fois avec le groupe à l'occasion des concerts du 25 et 26 janvier 1974 au Sundown d'Edmonton, dans le nord de Londres. Deux morceaux interprétés lors de ces concerts, You'd Better Believe It et Paradox, sont enregistrés.
Hawkwind effectue ensuite une tournée américaine lors de laquelle Del Dettmar (en) annonce son intention de quitter le groupe après l'enregistrement du prochain album pour s'installer au Canada. De retour au Royaume-Uni, les musiciens s'installent au château de Clearwell, dans la forêt de Dean, pour répéter leurs nouveaux titres.
L'enregistrement de l'album prend place en mai et juin 1974 aux studios Olympic de Londres. Deux morceaux des concerts de janvier au Sundown, You'd Better Believe It et Paradox, sont également repris sur la deuxième face du 33 tours. La pochette est à nouveau réalisée par Barney Bubbles, et le titre Hall of the Mountain Grill est un calembour sur le morceau d'Edvard Grieg Dans l'antre du roi de la montagne (In the Hall of the Mountain King en anglais).
Sorti au mois de juillet, Hall of the Mountain Grill se classe à la 16e place des charts britanniques et est certifié disque d'argent (60 000 exemplaires vendus) en 1978. Aux États-Unis, il se classe à la 110e place du Billboard 200. Deux singles en sont extraits durant l'été de 1974 : The Psychedelic Warlords/It's So Easy au Royaume-Uni et You'd Better Believe It / Paradox en France et en Allemagne.

## Fiche technique

### Chansons

#### Album original
| 1. | The Psychedelic Warlords (Disappear in Smoke) | Dave Brock | 7:21 |
| 2. | Wind of Change                                | Dave Brock | 4:36 |
| 3. | D-Rider                                       | Nik Turner | 6:14 |
| 4. | Web Weaver                                    | Dave Brock | 3:09 |

| 5. | You'd Better Believe It    | Dave Brock         | 7:14 |
| 6. | Hall of the Mountain Grill | Simon House        | 2:23 |
| 7. | Lost Johnny                | Lemmy, Mick Farren | 3:28 |
| 8. | Goat Willow                | Del Dettmar (en)   | 1:37 |
| 9. | Paradox                    | Dave Brock         | 5:25 |

#### Rééditions
La réédition remasterisée sortie en 2001 inclut quatre titres bonus :
| 10. | You'd Better Believe It (version single)                                      | Dave Brock | 3:21 |
| 11. | The Psychedelic Warlords (Disappear In Smoke) (version single)                | Dave Brock | 3:56 |
| 12. | Paradox (face B du single You'd Better Believe It)                            | Dave Brock | 4:02 |
| 13. | It's So Easy (face B du single The Psychedelic Warlords (Disappear in Smoke)) | Dave Brock | 5:20 |

### Musiciens
- Dave Brock : guitare à douze cordes, guitare électrique, synthétiseur, orgue, harmonicaa, chant
- Nik Turner : saxophone, hautbois, flûte, chant
- Lemmy Kilmister : basse, chant, guitare rythmique et guitare solo sur Lost Johnny
- Simon House : synthétiseur, mellotron, violon
- Del Dettmar (en) : synthétiseur, kalimba
- Simon King (en) : batterie, percussions

### Classements et certifications
| Classement                    | Meilleure position |
| ----------------------------- | ------------------ |
| États-Unis (Billboard 200)    | 110                |
| Royaume-Uni (UK Albums Chart) | 16                 |

| Pays              | Certification | Date            | Ventes certifiées |
| ----------------- | ------------- | --------------- | ----------------- |
| Royaume-Uni (BPI) | Argent        | 25 octobre 1978 | 60 000            |